# Jozef Dniel Pravda
Jozef Dniel Pravda SDB (* 6. Juli 1950 in Blatné) ist ein slowakischer Ordensgeistlicher und emeritierter Apostolischer Superior von Baku.

## Leben
Jozef Dniel Pravda trat der Ordensgemeinschaft der Salesianer Don Boscos bei und empfing am 4. Juni 1977 die Priesterweihe. Papst Johannes Paul II. ernannte ihn am 11. Oktober 2000 zum Apostolischen Superior von Baku. Von seinem Amt trat er am 18. Juni 2003 zurück.